# Council for East and Central Africa Football Associations
     Non membri dell'UAFA
     Membri dell'UAFA

Non membri dell'UAFA
Membri dell'UAFA

Il Council for East and Central Africa Football Associations (in francese Conseil des Associations de Football d'Afrique de l'Est et Centrale, in arabo مؤتمر جمعيات شرق ووسط أفريقيا لكرة القدم, in italiano Consiglio per le Associazioni Calcistiche dell'Africa Orientale e Centrale), meglio nota con l'acronimo di CECAFA, è un'associazione di nazionali di calcio dell'Africa orientale e dell'Africa centrale. La CECAFA è anche affiliata con la CAF.
La CECAFA è l'organizzazione più vecchia in Africa.

## Membri
Il CECAFA ha 12 membri:
- Burundi
- Gibuti
- Eritrea
- Etiopia
- Kenya
- Ruanda
- Somalia
- Sudan
- Sudan del Sud
- Tanzania
- Uganda
- Zanzibar

## Storia
La CECAFA è stata fondata nel 1927 e le gare principali sono state sponsorizzate da Nairobi sull'impresa manifatturiera Gossage (di proprietà dei Lever Brothers). La fondazione della CECAFA è spesso erroneamente attribuita a William Gossage, ma egli morì nel 1877 a circa 50 anni, prima della prima gara della Gossage Cup.
Qual è noto tuttavia, è che il torneo ha stretti legami con Nairobi in Kenya, dove c'è l'ufficio CECAFA.
Il primo torneo è stato giocato tra il Kenya e l'Uganda, che ha visto vincere 3-1 il Kenya.
Il torneo è diventato noto come il "Gossage Cup" fino alla metà degli anni Sessanta quando divenne noto come l'"East African Challenge Cup". Alcune fonti suggeriscono che il torneo ha cambiato il suo nome a causa del Kenya che ha trovato l'indipendenza nel 1963.

## Competizioni
- CECAFA Senior Challenge Cup - fatta dalle nazionali associate alla CECAFA
- CECAFA Club Cup - fatta da club scelti delle nazioni associate alla CECAFA
- CECAFA U-17 Championship -  fatta delle nazionali Under 17 associate alla CECAFA

## Diritti televisivi
Dal 2007, i diritti televisivi appartengono alla GTV.

## Storia delle Competizioni defunte

### Gossage Cup (1926-1966)
| Anno |          | Vincitore          | Finalista |
| ---- | -------- | ------------------ | --------- |
| 1926 | Kenya    | Uganda             |           |
| 1927 | N/A      | N/A                |           |
| 1928 | Uganda   | Kenya              |           |
| 1929 | Uganda   | Kenya              |           |
| 1930 | Uganda   | Kenya              |           |
| 1931 | Kenya    | Uganda             |           |
| 1932 | Uganda   | Kenya              |           |
| 1933 | N/A      | N/A                |           |
| 1934 | N/A      | N/A                |           |
| 1935 | Uganda   | Kenya              |           |
| 1936 | Uganda   | Kenya              |           |
| 1937 | Uganda   | Kenya              |           |
| 1938 | Uganda   | Kenya              |           |
| 1939 | Uganda   | Kenya              |           |
| 1940 | Uganda   | Kenya              |           |
| 1941 | Kenya    | Uganda             |           |
| 1942 | Kenya    | Uganda             |           |
| 1943 | Uganda   | Kenya              |           |
| 1944 | Kenya    | Uganda             |           |
| 1945 | Uganda   | Kenya              |           |
| 1946 | [Kenya   | Uganda             |           |
| 1947 | Uganda   | Tanzania           |           |
| 1948 | Uganda   | Kenya              |           |
| 1949 | Tanzania | Kenya              |           |
| 1950 | N/A      | N/A                |           |
| 1951 | Tanzania | Kenya              |           |
| 1952 | Uganda   | Kenya              |           |
| 1953 | Kenya    | Uganda             |           |
| 1954 | Uganda   | Kenya              |           |
| 1955 | Uganda   | Tanzania           |           |
| 1956 | Uganda   | Kenya              |           |
| 1957 | Uganda   | Kenya              |           |
| 1958 | Kenya    | Uganda             |           |
| 1959 | Kenya    | Uganda (condiviso) |           |
| 1960 | Kenya    | Uganda             |           |
| 1961 | [Kenya   | Uganda             |           |
| 1962 | Uganda   | Kenya              |           |
| 1963 | Uganda   | Kenya              |           |
| 1964 | Tanzania | Kenya              |           |
| 1965 | Tanzania | Uganda             |           |
| 1966 | Kenya    | Uganda             |           |

### Challenge Cup (1967-1971)
| 1967 | Kenya  | Uganda   | Kenya (bandiera)    |
| 1968 | Uganda |          | Tanzania (bandiera) |
| 1969 | Uganda | Tanzania | Uganda (bandiera)   |
| 1970 | Uganda | Tanzania | Tanzania (bandiera) |
| 1971 | Kenya  |          | Kenya (bandiera)    |
| 1972 | N/A    | N/A      | N/A                 |